# Skyline Tower
La Skyline Tower est un gratte-ciel de 146 mètres de hauteur maximale construit dans la ville de Gold Coast dans l'état du Queensland en Australie de 2001 à 2002. La hauteur du toit est de 133 mètres.
Il abrite 178 logements sur 40 étages.
À son achèvement c'était le plus haut immeuble de la ville de Gold Coast jusqu'à être dépassé par la Q1 Tower en 2005.
L'architecte est l'agence Archidiom Design Group.